# Andrea Álvarez
Pour les articles homonymes, voir Álvarez.
Andrea Álvarez, née le 13 janvier 2003 dans la ville de Guatemala au Guatemala, est une footballeuse internationale guatémaltèque qui joue au poste d'attaquante au SD Eibar.

## Biographie
Andrea Álvarez naît dans la ville de Guatemala au Guatemala et est originaire de la zona 6 de Mixco,.
C'est à l'âge de cinq ans qu'elle découvre le football. Fan de Comunicaciones depuis son enfance, Álvarez rejoint l'équipe à l'âge de 13 ans pour faire un essai dans l'équipe de futsal,. 

### En club
En 2016, elle est promue en équipe première de football. À 15 ans, elle est déjà meilleure buteuse de la Liga Nacional de Fútbol,.
Dans son pays natal, elle inscrit plus de 200 buts en championnat, et termine six fois meilleure buteuse du championnat. Le 25 avril 2021, elle inscrit huit buts contre Pares, battant son record de but marqué en un seul match.
Le 26 juillet 2021, elle est recrutée par le Zaragoza CFF, club évoluant alors en deuxième division espagnole,.

### En sélection
Le 16 février 2021, elle honore sa première sélection avec le Guatemala lors d'un match amical contre le Panama. Lors de celui-ci, elle y inscrit son premier but en équipe nationale. Titulaire lors de cette rencontre, sa sélection s'impose trois buts à un.